# Polidimetilsilossano
Il polidimetilsilossano (PDMS) è tra i più comuni polisilossani, cioè i siliconi. 

## Sintesi
Si ottiene a partire dal dimetilclorosilano, che è a sua volta un composto chimico prodotto per reazione diretta tra silicio e cloruro di metile. Per successiva idrolisi del dimetilclorosilano si ottengono silossani ciclici e lineari che successivamente polimerizzati danno luogo ai polimeri siliconici. 

## Caratteristiche
Il polimero PDMS è formato dalla sequenza del seguente monomero:
```
  CH
3

   |
- Si-O -
   |
  CH
3
```

Esso è caratterizzato da una notevole resistenza alla temperatura, agli attacchi chimici, all'ossidazione, è un ottimo isolante elettrico e resistente all'invecchiamento; in più è otticamente pulito (trasparente), è biocompatibile, chimicamente inerte, non è né tossico né infiammabile.
Questo polimero inoltre non si lega né al vetro, né al metallo, né alla plastica in fase di solidificazione, ma conserva maggiore aderenza sulle superfici lisce una volta solidificato. 

## Applicazioni
Le sue proprietà lo hanno reso negli anni il polimero più utilizzato nel campo medico ed esattamente nelle micro-applicazioni inerenti al trattamento di microfluidi (Lab-on-a-chip o Lab-on-glass).
Molti prodotti gommosi, stucchi, adesivi e sigillanti sono a base di polidimetilsilossani. Viene inoltre spesso utilizzato come componente di grasso al silicone e altri lubrificanti a base di silicone. Frequente la presenza in agenti antischiuma, agenti distaccanti, fluidi di ammortizzamento, fluidi di trasferimento di calore, emulsioni industriali, cosmetici, balsami per capelli ed altre applicazioni.
Spesso veniva utilizzato come fluido di riempimento in protesi mammarie, ma questo utilizzo è recentemente diminuito, per motivi di sicurezza, e sostituito da altri siliconi. È infine uno dei costituenti fondamentali dei siliconi per condensazione per la presa d'impronta in odontoiatria. Viene usato in oculistica come tamponante retinico dopo vitrectomia.